# Floortje Mackaij
Floortje Mackaij (Woerden, 18 ottobre 1995) è una ciclista su strada olandese che corre per il team Movistar. È attiva a livello Elite/Under-23 dal 2013.

## Palmarès
- 2013 (Juniores)

3ª tappa Energiewacht Tour Junior (Groninga > Haren)
Campionati olandesi, Prova a cronometro Junior
- 2015 (Team Liv-Plantur, tre vittorie)

Gand-Wevelgem
3ª tappa Festival Elsy Jacobs (Mamer > Mamer)
3ª tappa Lotto Belgium Tour (Haaltert > Haaltert)
- 2018 (Team Sunweb, tre vittorie)

Omloop van de Westhoek
1ª tappa Tour de Feminin-O cenu Českého Švýcarska (Krásná Lípa > Varnsdorf)
3ª tappa, 2ª semitappa Tour de Feminin-O cenu Českého Švýcarska (Rumburk > Rumburk)
- 2021 (Team DSM, due vittorie)

2ª tappa Trophée des Grimpeuses Vresse-sur-Semois (Bohan > Vresse-sur-Semois)
Classifica generale Trophée des Grimpeuses Vresse-sur-Semois
- 2023 (Movistar Team, una vittoria)

Vuelta CV Féminas

### Altri successi
- 2013 (Juniores)

Classifica a punti Energiewacht Tour Junior
- 2015 (Team Liv-Plantur)

Classifica a punti Festival Elsy Jacobs
Classifica giovani Festival Elsy Jacobs
Classifica giovani Holland Ladies Tour
- 2016 (Team Liv-Plantur)

Classifica giovani Energiewacht Tour
Classifica giovani The Women's Tour
Classifica giovani Holland Ladies Tour
- 2017 (Team Sunweb)

Campionati del mondo, Cronometro a squadre
- 2018 (Team Sunweb)

Classifica a punti Tour de Feminin-O cenu Českého Švýcarska
Tour of Norway TTT (cronosquadre)
- 2019 (Team Sunweb)

Campionati europei, Staffetta mista (con la nazionale olandese)
- 2021 (Team DSM, due vittorie)

Classifica a punti Trophée des Grimpeuses Vresse-sur-Semois

## Piazzamenti

### Grandi Giri
- Giro d'Italia

2015: 52ª
2017: 39ª
2019: 39ª
2020: 25ª
2021: 23ª
2022:  non partita (prologo)
2023: 41ª
- Tour de France

2023: 65ª
2024: 52ª
- Vuelta a España

2023: 62ª

### Competizioni mondiali
- Campionati del mondo su strada

Toscana 2013 - Cronometro Junior: 8ª
Toscana 2013 - In linea Junior: 13ª
Ponferrada 2014 - Cronosquadre: 8ª
Bergen 2017 - Cronosquadre: vincitrice
Yorkshire 2019 - In linea Elite: 33ª
Imola 2020 - In linea Elite: 92ª
Wollongong 2022 - In linea Elite: 36ª

### Competizioni europee
- Campionati europei su strada

Olomouc 2013 - Cronometro Junior: 2ª
Olomouc 2013 - In linea Junior: 21ª
Nyon 2014 - In linea Under-23: 7ª
Tartu 2015 - Cronometro Under-23: 10ª
Tartu 2015 - In linea Under-23: 10ª
Herning 2017 - Cronometro Under-23: 27ª
Herning 2017 - In linea Under-23: 9ª
Glasgow 2018 - In linea Elite: 11ª
Alkmaar 2019 - Staffetta: vincitrice
Trento 2021 - Staffetta: 3ª
Trento 2021 - In linea Elite: 12ª
Monaco di Baviera 2022 - In linea Elite: 41ª
Drenthe 2023 - In linea Elite: 47ª